# Лазевский, Александар
Александар Лазевский (макед. Александар Лазевски; род. 21 января 1988, Вршац, САК Воеводина) — северомакедонский футболист, полузащитник клуба ОФК из Вршаца.

## Карьера

### Клубная
Обучался в школе местной команды «Банат» города Вршаца. В 2000 году отправился на стажировку в «Партизан», после окончания обучения перешёл сначала в команду «Телеоптик», а затем вернулся в стан «гробарей». Принимал участие во всех 6 играх группового этапа Лиги чемпионов 2010/11.
Летом 2013 года перешёл в ужгородскую «Говерлу». В первой половине сезона 2013/14 провёл 4 игры в Премьер-лиге Украины. В феврале 2014 года Лазевский был отдан в аренду до конца сезона в сербский клуб «Рад». В составе команды провёл 15 матчей.

### В сборной
С 2010 года вызывается в основную сборную. Провёл две игры в рамках отбора на Евро-2012: со Словакией 3 сентября 2010 (вышел на замену на 73-й минуте) и с Россией 12 октября 2010 (отыграл весь матч). В игре с Россией играл под номером 18, от российских журналистов получил оценку 6,0 по 10-балльной шкале.

## Достижения
- Чемпион Сербии (2): 2011/12, 2012/13